# Ру, Луи Франсуа Проспер
Луи Франсуа́ Проспе́р Ру (фр. Louis François Prosper Roux; 1817 год — 1903 год) — французский исторический художник, ученик П. Делароша. Отец художника-акварелиста Поля Ру (Paul Roux, 1835—1918). Получил в 1839 г. 2-ю большую римскую премию и трижды медали за работы, выставленные в парижских салонах (3-го класса в 1846 г. и 2-го класса в 1857 и 1859 гг.).

## Творчество
Сюжеты для своих картин он брал преимущественно из священной истории и из жизни знаменитых художников, но писал также бытовые сцены, аллегорические картины и портреты. Композиция у него — зрело обдуманная, рассчитанная главным образом на воспроизведение эффектов освещения и светотени, живопись — тщательная и приятная.
Лучшие из его работ:
- «Иосиф находит свою чашу в мешке Веньямина» (1846),
- «Св. Рох, в Риме, молящийся за больных чумою» (1846, находилось в здании министерства внутренних дел, в Париже),
- «Мариетта Тинторетто» (1850),
- «Рембрандт в своей мастерской» (1856, бывшая до революции в Кушелевской галерее Императорской академии художеств, в СПб.),
- «Б. Палисси, излагающий основания геологии перед монахами и учеными» (1857),
- «К. Лоррен на римском форуме» (1857),
- «Хор мальчиков, поющий Осанна в вышних» (1859),
- «Христос, омывающий ноги своим ученикам» (1863),
- «А. ван-дер Нэр, рисующий при свете лампы пейзаж в лунном освещении» (1866),
- «Положение во гроб» (1875) и
- «Св. Фома Аквинский, диктующий церковную службу в честь св. таинств» (1877).